# Перешлюга Дмитро Петрович
Дмитро́ Петро́вич Перешлю́га (22 жовтня 1910, с. Товсте Скалатського повіту, Королівство Галіції і Володимирії,  Австро-Угорщина  — 1944 або 1948)) — учасник національно-визвольної боротьби, повітовий провідник ОУН Скалатщини.

## Життєпис
Народився 22 жовтня 1910 року в містечку Товсте Скалатського повіту (нині – Гусятинського району).   Закінчив українську державну гімназію у Тернополі (1930), та юридичний факультет Львівського університету (1934).
Протягом липень – грудень 1934 р. був політв'язнем концтабору «Береза Картузька».  Від 1939 до 1941 року діяв як референт ОУН на Закерзонні, відповідальний за розбудову організації на Володавщині. Від 1941 року — повітовий провідник ОУН на Скалатщині.
Загинув у криївці в горах Медоборах, над річкою Збруч у 1944 році (за іншими даними, від рук гестапівців на порозі батьківського дому). Існують джерела, в яких вказано, що Дм.Перешлюга “Загинув у бою з групою МДБ 11 вересня 1948 р. у с. Саджівці Гусятинського р-ну”. 